# Soyuz 3
Soyuz 3 (Союз 3) foi  a segunda missão tripulada do programa Soyuz da URSS.

## Tripulação
| Posição | Cosmonauta       |
| ------- | ---------------- |
| Piloto  | Georgi Beregovoi |

## Missão
O objetivo da missão era acoplar com a missão não tripulada Soyuz 2 (a missão tripulada Soyuz 2 original foi cancelada devido aos problemas com a Soyuz 1, que resultaram na morte do cosmonauta Vladimir Komarov). A missão ocorreu entre 26 e 30 de outubro de 1968. A acoplagem planejada para a missão falhou, por erro humano de Beregovoi, que insistentemente colocava a nave em uma posição que provocava a falha no acoplamento e terminou por consumir boa parte do combustível do veículo. Ao fim da missão, contudo, a imprensa soviética informou que o voo fora coroado com êxito. Segundo informações oficiais, o objetivo da missão era apenas aproximar-se da Soyuz 2 como um teste, sem acoplamento.

## Insígnia
Foi produzida uma insígnia que esperavam usar na missão, mas que por algum motivo, nunca foi usada.